# Crvena Jabuka (Ub)
Pour les articles homonymes, voir Crvena Jabuka.
Crvena Jabuka (en serbe cyrillique : Црвена Јабука) est un village de Serbie situé dans la municipalité d’Ub, district de Kolubara. Au recensement de 2011, il comptait 563 habitants.

## Démographie

### Évolution historique de la population
| 1948 | 1953 | 1961 | 1971 | 1981 | 1991 | 2002 | 2011 |
| ---- | ---- | ---- | ---- | ---- | ---- | ---- | ---- |
| 772  | 766  | 752  | 779  | 763  | 684  | 631  | 563  |

|  |